# Alpinanoplophilus yezoensis
Alpinanoplophilus yezoensis is een rechtvleugelig insect uit de familie grottensprinkhanen (Rhaphidophoridae). De wetenschappelijke naam van deze soort is voor het eerst geldig gepubliceerd in 1993 door Ishikawa.
1. ↑  (en) Alpinanoplophilus yezoensis op de IUCN Red List of Threatened Species.